# Eleutherodactylus sommeri
Eleutherodactylus sommeri är en groddjursart som beskrevs av Schwartz 1977. Eleutherodactylus sommeri ingår i släktet Eleutherodactylus och familjen Eleutherodactylidae. Inga underarter finns listade i Catalogue of Life.